# MRSA

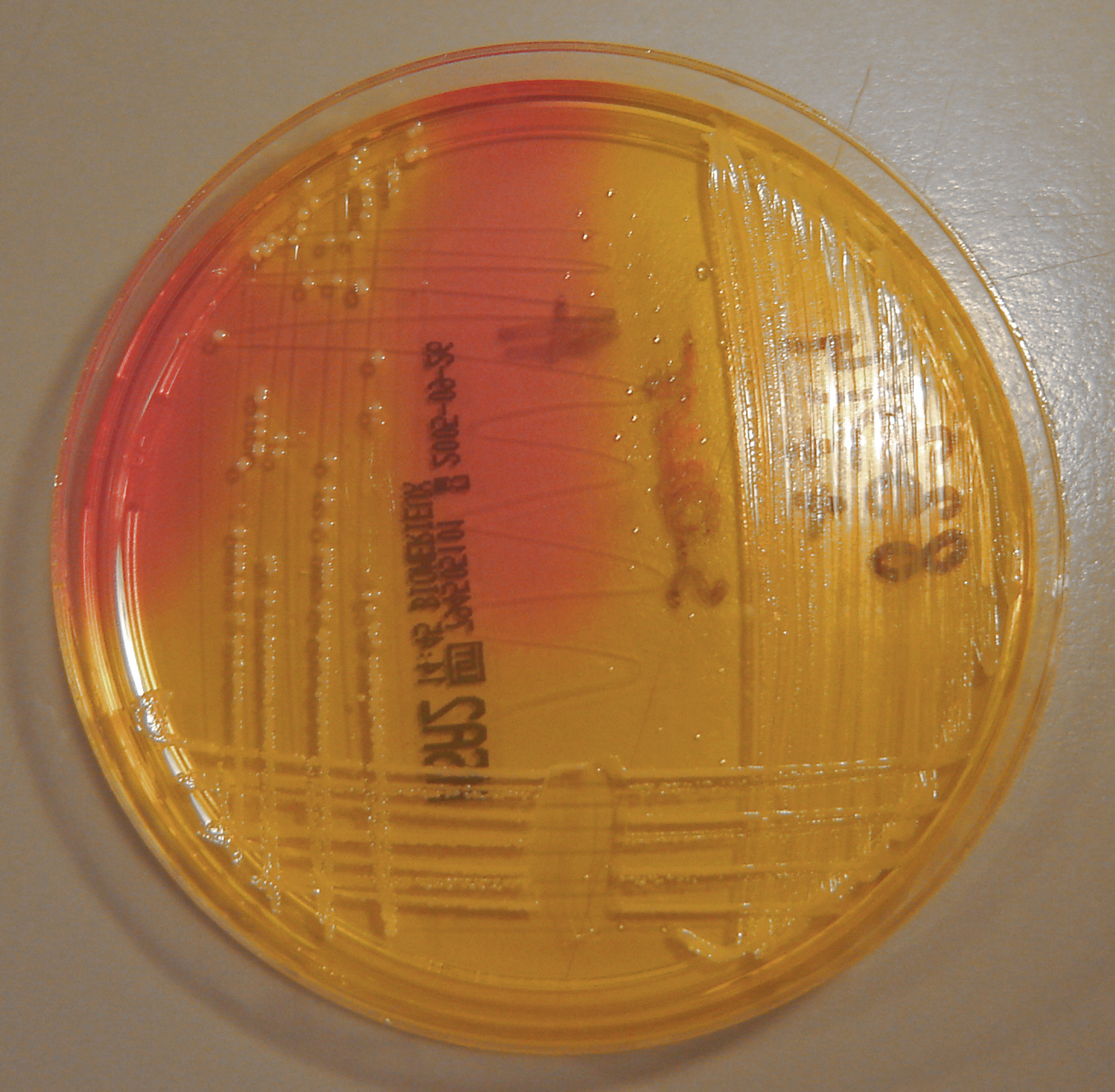
Kolonie gronkowca złocistego. Makroskopowo i mikroskopowo niemożliwe jest odróżnienie szczepów MRSA od metycylinowrażliwych MSSA (ang. Methicillin-Sensitive Staphylococcus aureus) – należy wykonać antybiogram

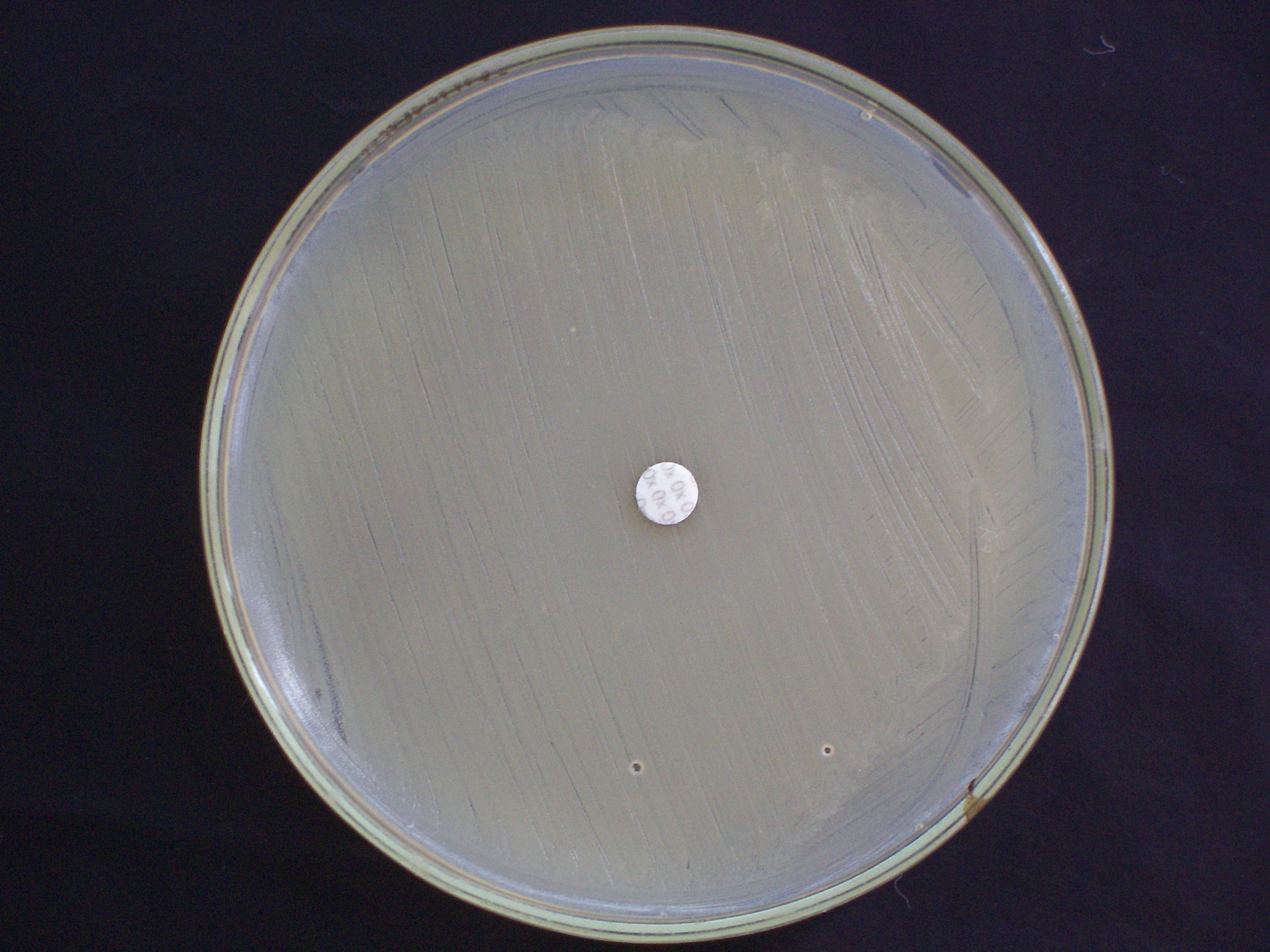
Gronkowiec złocisty na podłożu Müllera-Hinton. Niewrażliwość na oksacylinę (oznaczenie "OX") oznacza krzyżową oporność na wszystkie antybiotyki beta-laktamowe

Gronkowiec złocisty oporny na metycylinę, MRSA (ang. methicyllin-resistant Staphylococcus aureus) – oporne na metycylinę szczepy gronkowca, będące częstą przyczyną zakażeń wewnątrzszpitalnych. Stanowi on poważny problem finansowy dla ochrony zdrowia. Wykształcony przez drobnoustroje typ oporności oznacza brak wrażliwości na wszystkie antybiotyki z grupy beta-laktamów – w tym penicyliny, cefalosporyny, monobaktamy czy karbapenemy.
Oporność nie polega na syntezie enzymów rozkładających lek (co nie oznacza, że bakterie takiego nie wytwarzają), ale nowego białka wiążącego antybiotyk – tzw. PBP. Zmienione białko PBP nie wykazuje powinowactwa do beta-laktamu. Opisano pięć genów syntetyzujących różne nowe białka PBP, dlatego ten typ oporności charakteryzuje się heterogennością. Szczepy MRSA są oporne na wszystkie antybiotyki β-laktamowe, a w 90% występuje ponadto krzyżowa oporność z makrolidami oraz fluorochinolonami. Jeżeli bakteria jest częściowo oporna na tę grupę antybiotyków, ale można je leczyć podając maksymalne dawki, używa się terminu MISA.

## Leczenie i zapobieganie
Spośród środków doustnych wobec szczepów MRSA aktywność zachowuje sulfametoksazol, trimetoprim oraz linezolid. Ze względu na częstą oporność, użycie klindamycyny oraz fluorochinolonów jest dyskusyjne.
Ogromną rolę w zapobieganiu transmisji bakterii odgrywa dokładne mycie rąk.
Pojawianie się szczepów MRSA wiązane jest z częstszym występowaniem owrzodzeń skóry